# Gruzja na Letnich Igrzyskach Olimpijskich 2000
Gruzję na Letnich Igrzyskach Olimpijskich 2000 reprezentowało 36 zawodników, 27 mężczyzn i 9 kobiet.

## Zdobyte medale
| Medal | Zawodnik             | Dyscyplina           | Konkurencja                        |
| ----- | -------------------- | -------------------- | ---------------------------------- |
| Brąz  | Władimer Czanturia   | Boks                 | Waga ciężka (do 91 kg)             |
| Brąz  | Giorgi Wazagaszwili  | Judo                 | Waga półlekka (66 kg)              |
| Brąz  | Giorgi Asanidze      | Podnoszenie ciężarów | Kategoria do 85 kg                 |
| Brąz  | Akaki Czaczua        | Zapasy               | Styl klasyczny, kategoria do 63 kg |
| Brąz  | Muchran Wachtangadze | Zapasy               | Styl klasyczny, kategoria do 85 kg |
| Brąz  | Eldar Kurtanidze     | Zapasy               | Styl wolny, kategoria do 97 kg     |